# 니우에 축구 국가대표팀
니우에 축구 국가대표팀은 니우에를 대표하는 축구 국가대표팀이다. FIFA 회원국이 아니므로 FIFA 월드컵에 참가할 수 없지만 지난 2011년부터 오세아니아 축구 연맹의 정식 회원국이 되면서 OFC 네이션스컵 참가가 가능해졌으며 퍼시픽 게임에도 참가할 수 있다.

## 개요
사모아에서 열린 1983년 퍼시픽 게임을 통해 국제 대회에 처음으로 출전했으나 A조에서 파푸아 뉴기니에 0-19 대패를 당했고 다음 경기인 타히티전에서도 0-14로 대패당하면서 일찌감치 조별리그에서 탈락했다. 이후에도 현재까지 키리바시와 함께 국제 경기에서 단 1승도 거두지 못한 팀으로 기록되어 있다.